# Blåstrupig lorikit
Blåstrupig lorikit (Oreopsittacus arfaki) är en fågel i familjen östpapegojor inom ordningen papegojfåglar.

## Utseende och läte
Blåstrupig parakit är en liten, långstjärtad fågel. Den är slank och grön, med svart näbb, lila ansikte, ett vitt streck under ögat och en rödspetsad stjärt. Hanen har röd hjässa. Fåglar i västra delen av utbredningsområdet uppvisar en rödaktig fläck över nedre delen av bröstet. I flykten syns rött på framsidan av vingen, gult band mitt på och rött under stjärten. Lätet består av ett ljust och snabbt tjatter.

## Utbredning och systematik
Blåstrupig lorikit placeras som enda art i släktet Oreopsittacus. Den delas in i tre underarter:
- Oreopsittacus arfaki arfaki – förekommer i berg på Fågelhuvudhalvön (västra Nya Guinea)
- Oreopsittacus arfaki major – förekommer i Sudirmanbergen (västra Nya Guinea)
- Oreopsittacus arfaki grandis – förekommer i de centrala bergstrakterna i Papua Nya Guinea)

## Levnadssätt
Blåstrupig lorikit hittas i höglänta molnskogar. Den ses i små ljudliga flockar.

## Status och hot
Arten har ett stort utbredningsområde, men tros minska i antal, dock inte tillräckligt kraftigt för att den ska betraktas som hotad. Internationella naturvårdsunionen IUCN listar arten som livskraftig (LC).